# Auguste Roquemont

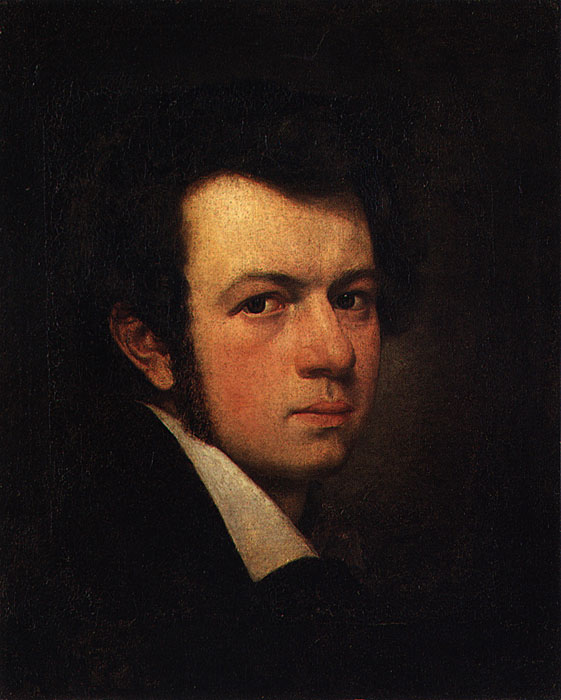
Selbstporträt (Museu Nacional de Soares dos Reis)

Auguste Roquemont (* 2. Juni 1804 in Genf; † 24. Januar 1852 in Porto) war ein portugiesischer Maler der Romantik.
Roquemont war Sohn von Prinz Friedrich-August von Hessen-Darmstadt. Er studierte in Italien und lebte später in Paris und Deutschland. 1829 kam er nach Portugal und lebte in Porto und Guimarães.

## Werke
- Procissão Portuguesa
- O chafariz de Guimarães
- Retrato dos filhos do Conselheiro Joaquim Torcato Alves Ribeiro
- Retrato do Conselheiro João Baptista Felgueiras
- Bandeira Processional da Real Irmandade de Nossa Senhora da Consolação e Santos Passos